# Herb gminy Kaliska
Herb gminy Kaliska – jeden z symboli gminy Kaliska.

## Wygląd i symbolika
Herb przedstawia na tarczy w skośnym polu koloru żółtego, trzy skośnie ustawione zielone choinki z kierunku północno–zachodniego od góry, do południowo–wschodniego na dole. Obramowania po obu stronach żółtego pasa, na którym znajdują się trzy choinki, są koloru błękitnego. Barwy herbu (zieleń, błękit i złota) są związane z herbem Kociewia, krainy w której leży gmina.